# Vaux, Vienne

Vaux este o comună în departamentul Vienne, Franța. În 2009 avea o populație de 732 de locuitori.